# Périscope Nistri
Le périscope Nistri est un instrument d'optique mis au point par un département de l'École polytechnique de Milan par Carlo Maurilio Lerici, en 1959 pour contrôler visuellement la présence ou non de mobilier funéraire et de fresques dans les tombes étrusques des sites de Monterozzi et Cerveteri avant d'ouvrir une voie d'accès pour les fouiller : il s'agit d'une méthode  d'exploration dite « non-invasive ». 

## Principe
La technique utilisée consiste, après une perforation d'une dizaine de centimètres de diamètre du plafond de la tombe supposée, en l'introduction d'un périscope optique, équipé d'un éclairage, auquel peut être substitué un appareil photographique. La rotation du tube permet de prendre plusieurs clichés reconstituant la vue panoramique de la tombe investie. 
Expérimenté pour la première fois le premier semestre 1958 sur le site de Monterozzi, 99 % des photographies obtenues révèlent les saccages opérés par les tombaroli, les pilleurs de tombes italiens. 
Le 6 juillet 1958, la  première tombe qui révèle des fresques est celle dite « Tombe du Navire », déjà violée et dépouillée de son mobilier à l'exception d'un grand sarcophage intransportable par les pilleurs, elle révèle des fresques en cours de dégradation, elles sont détachées par paroi et d'un seul tenant, puis transférées sur une toile de chanvre fixée sur une toile métallique, une technique mise au point par le docteur Roberto Carità, et déjà appliquée sur la Tombe des Olympiades, voisine.
Sept années d'exploration permettront de découvrir 6 000 tombes dont seulement une vingtaine à fresques bien conservées.